# The Dead Heart (film)
The Dead Heart è un cortometraggio muto del 1914 diretto da Hay Plumb.

## Trama
Dopo aver subito delle angherie, un uomo si vendica sul figlio del conte.

## Produzione
Il film fu prodotto dalla Hepworth.

## Distribuzione
Distribuito dalla Walturdaw, il film - un cortometraggio in tre bobine - uscì nelle sale cinematografiche britanniche nell'agosto 1914.
Fu distrutto nel 1924 dallo stesso produttore, Cecil M. Hepworth. Fallito, in gravissime difficoltà finanziarie, Hepworth pensò in questo modo di poter almeno recuperare il nitrato d'argento della pellicola.